# Accalathura hastata
Accalathura hastata là một loài chân đều trong họ Leptanthuridae. Loài này được Kensley & Schotte miêu tả khoa học năm 2000.